# Havasupai
Cet article concerne le peuple havasupai. Pour la langue havasupai, voir Havasupai (langue).

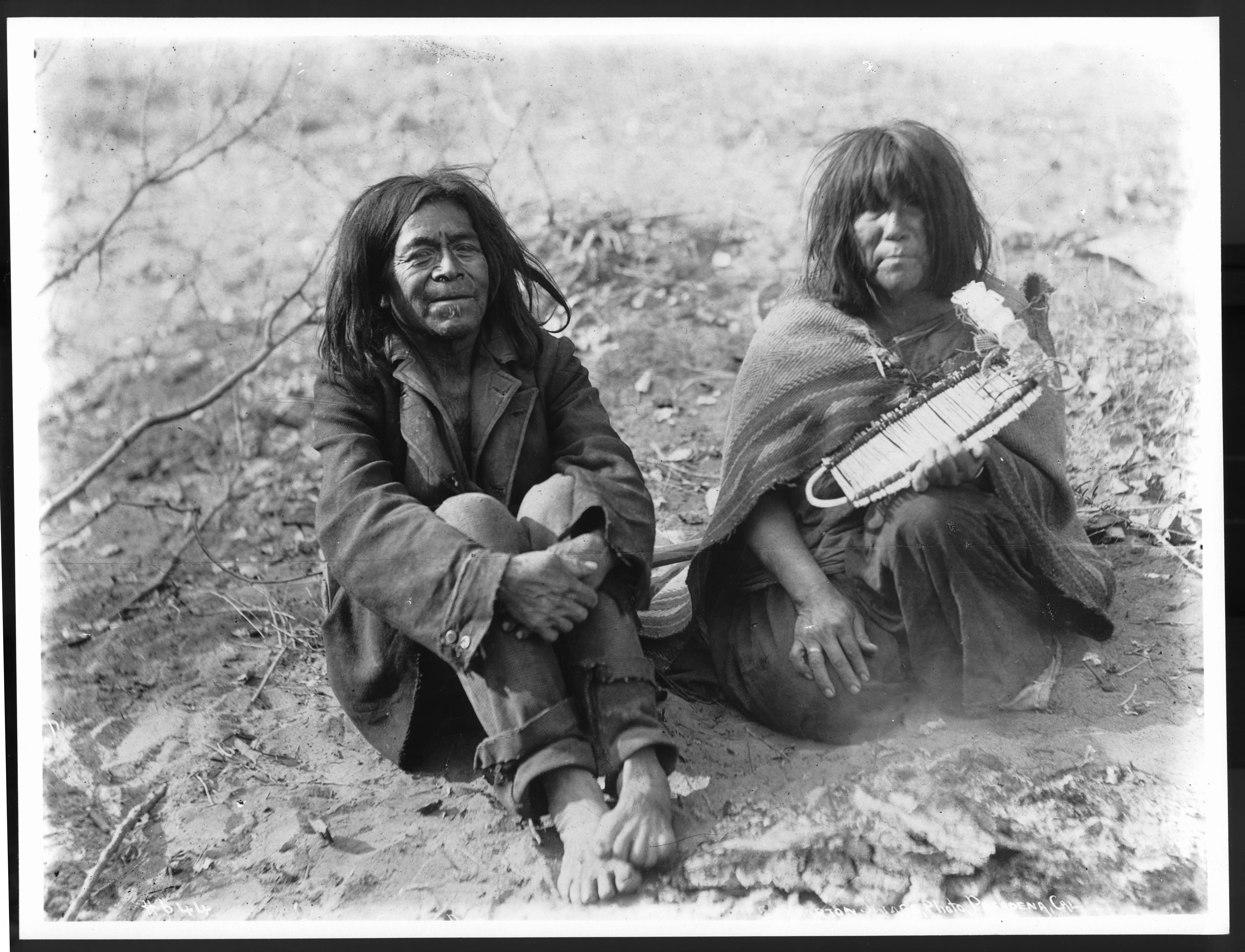
Deux Havasupai vers 1900.

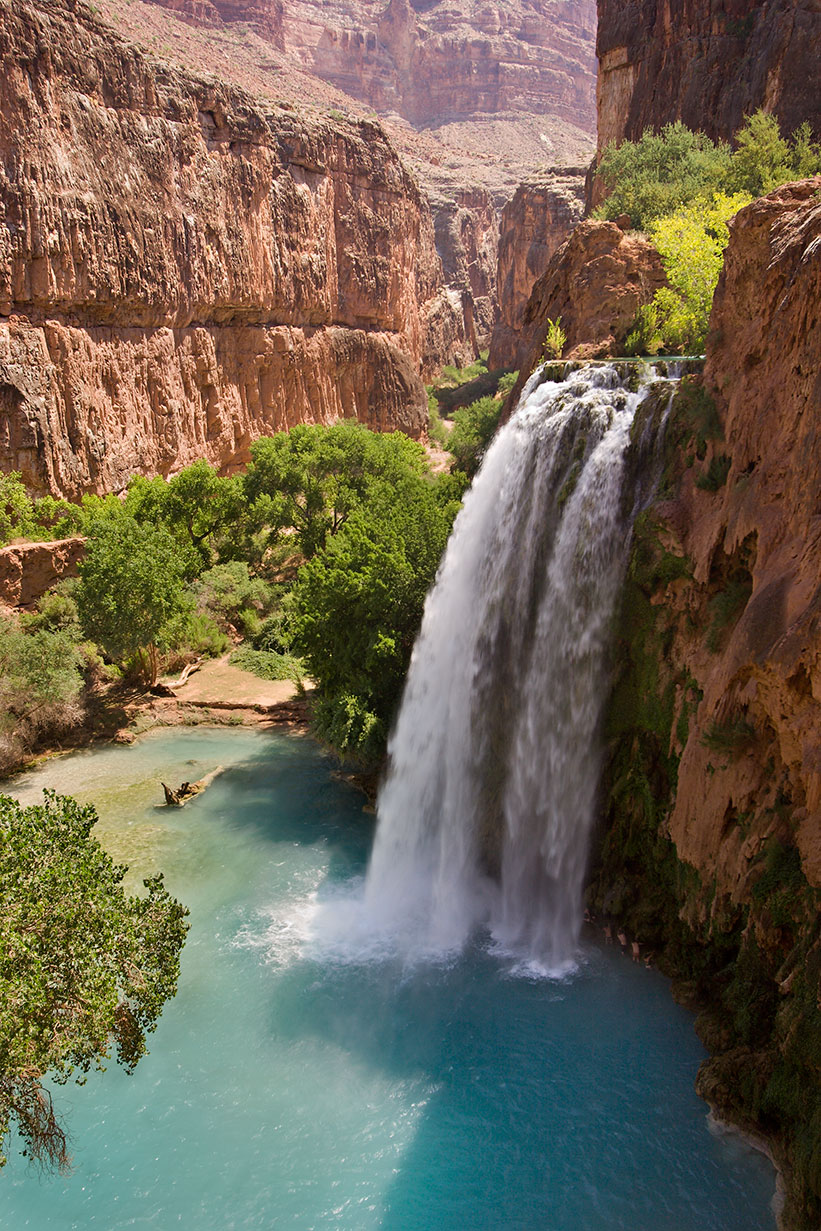
Chutes d'Havasu

Havasupai ou Havasu ’Baaja (signifiant « le peuple des eaux bleu-vert ») est le nom d'une tribu amérindienne vivant dans le nord-ouest de l'État de l'Arizona aux États-Unis.
La renommée des Havasupai provient notamment du fait qu'ils sont les seuls habitants vivant en permanence dans le Grand Canyon. Les plans d'eau à la coloration turquoise intense et les splendides chutes d'eau qui se trouvent sur leur territoire ont aussi contribué à leur célébrité et attirent des milliers de visiteurs à longueur d'année.
La tribu Havasupai comprend actuellement environ 650 personnes qui vivent dans une réserve située dans le comté de Coconino, au sud-ouest du parc national du Grand Canyon. 450 personnes vivent dans la capitale de la réserve, Supai, qui est située au fond du canyon. La ville la plus proche de la réserve est Peach Springs, à 100 kilomètres au sud-ouest de Hualapai Hilltop, la plate-forme rocheuse qui surplombe le canyon au départ de la piste Havasupai (en anglais : Havasupai Trail) qui permet de rejoindre Supai et les chutes d'eau.